# Plectranthus lanuginosus
Espèce
Plectranthus lanuginosus est une espèce de plantes à fleurs de la famille des Labiées (Lamiaceae) qui fait partie des végétaux communément appelés coléus.

## Description

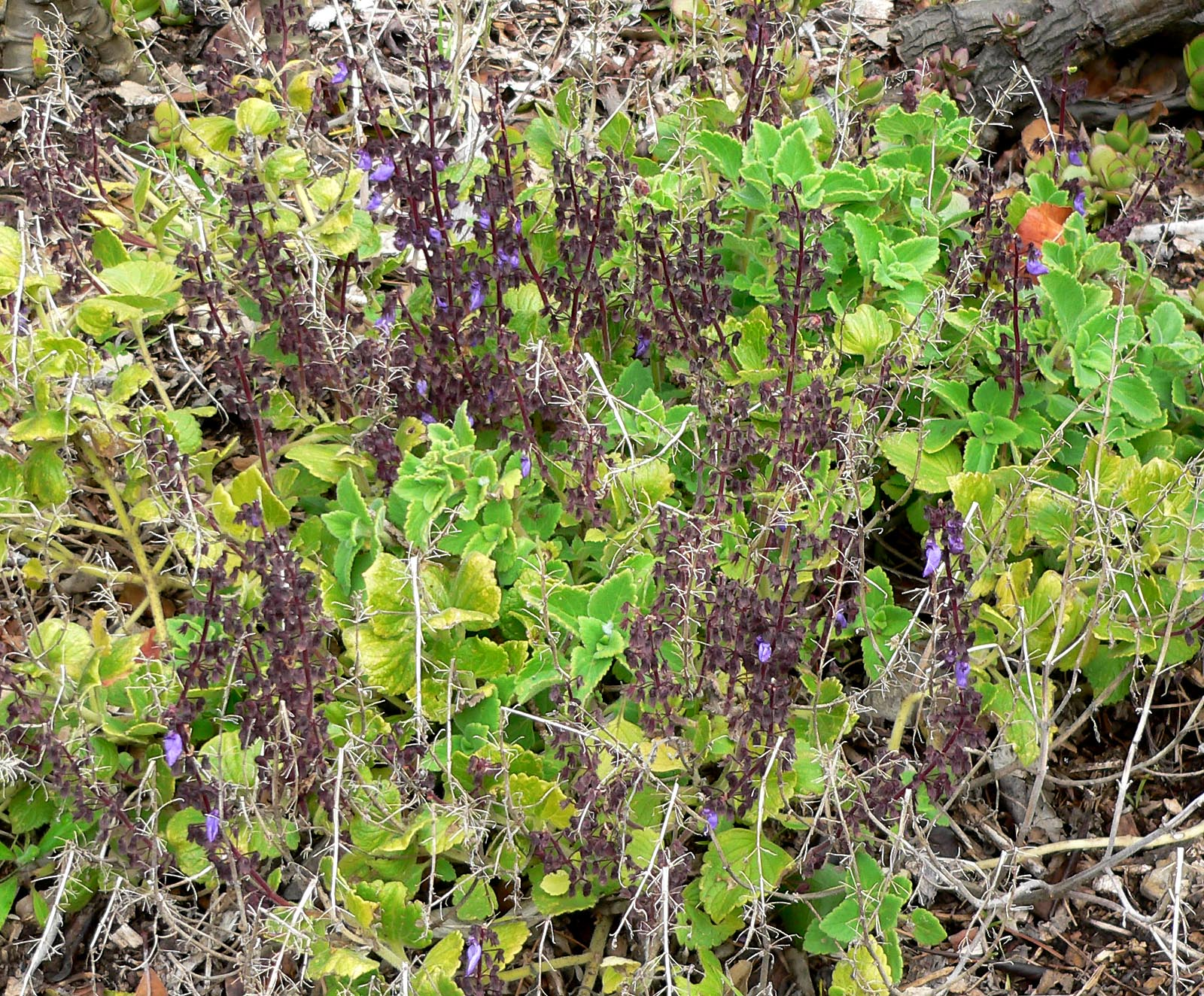
Plectranthus lanuginosus.

## Classification
Cette espèce a été décrite originellement sous le nom de Coleus lanuginosus par George Bentham (1800-1884).

### Synonymes
Selon la WCSP de Kew, consultée le 30 novembre 2015 :
- Coleus lanuginosus Hochst. ex Benth. (Homotypique)
- Majana lanuginosa (Hochst. ex Benth.) Kuntze (Homotypique)
- Coleus albidus Vatke
- Coleus schimperi Vatke
- Coleus maculatus Gürke
- Coleus maranguensis Gürke
- Coleus trichophorus Briq.
- Coleus gomphophyllus Baker
- Coleus barbatus var. schimperi (Vatke) Baker
- Coleus sodalium Baker
- Coleus somalensis S.Moore
- Coleus gallaensis Gürke
- Coleus helenae Buscal. & Muschl.
- Plectranthus semayatensis Cufod.